# Kendi Ferenc (erdélyi vajda)
Kendi Ferenc (? – Gyulafehérvár, 1558. augusztus 31.) erdélyi nagybirtokos, főnemes, vajda.

## Élete
1534-ben Gritti Alajos elfogatásának egyik szervezője volt. 1540-ben Majlád Istvánnal együtt Szapolyai János magyar király ellen támadt, ezért száműzték. Jagelló Izabella magyar királyné idejében kegyelmet kapott, majd 1553. április 3-án Dobó Istvánnal együtt Erdély I. Ferdinánd magyar király által kinevezett vajdája lett. 1556. július 6-án visszahívta Lengyelországból Jagelló Izabella magyar királynét, de később szembekerült vele. A királyné 1558. augusztus 31-én megölette a testvérével, Kendy (Kendi) Antallal együtt.

## Külső hivatkozások
- Magyar életrajzi lexikon